# Брюханов, Николай Михайлович

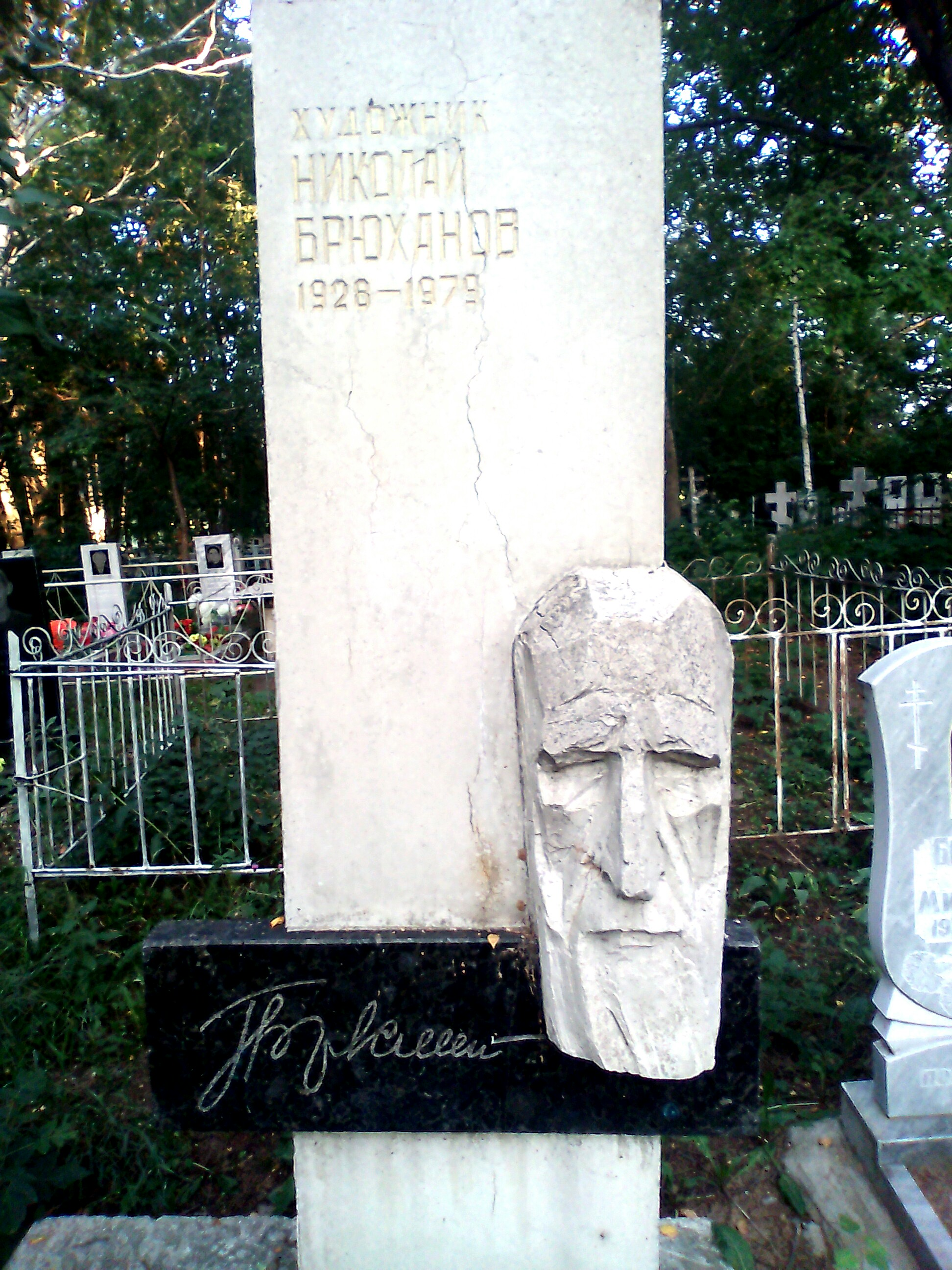

 Николай Михайлович Брюханов  (9 декабря 1928, д. Шпихтовка, Бородинский район, Омский округ, Сибирский край, РСФСР, СССР — 7 мая 1979, Омск) — омский художник-«шестидесятник», живописец, монументалист, прикладник.

## Биография
Родился 9 декабря 1928 года в деревне Шпихтовка (ныне — Омский район Омской области).
В 1945—48 годах учился в Московской СХШ.
В 1948 году перевелся в Ивановское художественное училище.
В 1949—54 годах служба в рядах Советской армии.
С 1954 по 1956 год учился в Одесском художественном училище на художественно-педагогическом отделении (педагог — профессор Л. Е. Мучник).
В 1956 году работал в Хмельницком областном кооперативном товариществе художников.
С 1958 года в Омском отделении ХФ РСФСР.
С 1961 года — кандидат в члены Союза художников СССР.
С 1964 года — главный художник Барнаула.
С 1967 года член Союза художников СССР.
В 1969—70 годах — главный художник Новополоцка (Белоруссия).
С 1971 живет и работает в Омске, член художественного совета ОО СХ РСФСР.
Умер в 1979 году. Похоронен на кладбище совхоза «Омский».

## Творчество
Мастер тематической композиции, портрета, натюрморта.
Омский период творчества сопровождался критикой со стороны чиновников от искусства и представителей официальной власти. Художника обвиняли в том, что он искажает образы советских людей.
В настоящее время, после того, как произошла официальная переоценка творчества художника, в первую очередь усилиями искусствоведов, Н. М. Брюханов предстает как выдающийся самобытный художник своего времени, один из тех, чье творчество определяет характер изобразительного искусства в Омске.
Произведения находятся в музеях Омска (ООМИИ им. М. А. Врубеля, ГМИО), частных собраниях России.

## Основные работы
- Архитектор Л. Д. Либгот. 1961.
- Доярки. 1963. Холст, масло. 120х150. ООМИИ им. М. А. Врубеля.
- Натюрморт с хлебом. 1963. Холст, масло. 80 х 91. ООМИИ им. М. А. Врубеля.
- Ветеран войны. 1965. Картон, масло. 120 х 90. ООМИИ им. М. А. Врубеля.
- Славянский марш. 1967. Холст, масло. 130 х 310. ООМИИ им. М. А. Врубеля.
- Художник. 1969. Холст, масло. 138 х 138. ООМИИ им. М. А. Врубеля.
- Ленин. 1918-й. 1969.
- Рудник. 1972. Холст, масло. 120 х 185. ООМИИ им. М. А. Врубеля.
- Портрет художника К. Белова. 1973.
- Натюрморт со свечой. 1976.

## Монументально-декоративные работы
«Юность», «Материнство». Роспись на фасаде Дворца бракосочетаний. Омск. Соавторы Н. Я. Третьяков, Э. М. Круминьш. Сграффито. 1963.
«Физическая культура». Роспись фасада павильона стадиона. Петропавловск. Соавтор Н. Я. Третьяков. Эпоксидная смола. 1966.

## Выставки
- 1961 — Персональная выставка. Дом художника. Омск.
- 1962 — Групповая выставка художников Бабаевой Н., Белова С., Брюханова Н., Штабнова Г.. Дом художника. Омск.
- 1963 — Выставка омских художников В. В. Кукуйцева и Н. М. Брюханова. Омск.
- 1964 — I зональная художественная тематическая выставка «Сибирь социалистическая». Новосибирск.
- 1966 — Региональная выставка художников Сибири и Дальнего Востока. Тюмень.
- 1967 — II зональная выставка «Сибирь социалистическая», посвященная 50-летию Советской власти. Омск.
- 1968 — Выставка произведений советских художников, посвященная 50-летию Ленинского комсомола. ООМИИ. Омск.
- 1970 — Персональная выставка. Минск, Витебск, Новополоцк.
- 1973 — Юбилейная выставка, посвященная 40-летию Омской организации СХ и ХПМ. Дом художника. Омск.
- 1975 — Выставка произведений советских художников, посвященная 30-летию со дня Победы над фашистской Германией. ООМИИ. Омск.
- 1980 — V зональная выставка «Сибирь социалистическая». Барнаул.
- 1982 — Областная выставка «Омская земля». Омск.
- 1983 — Выставка произведений советской живописи. ООМИИ. Омск.
- 1984 — Выставка, посвященная 60-летию ООМИИ. Дом художника. Омск.
- 1984 — Областная выставка «Омская земля». Омск.
- 1985 — Выставка «Нам нужен мир!». ООМИИ. Омск.
- 1985 — Выставка «Нам нужен мир!». ООМИИ. Омск.
- 1988—1989 — Выставка «ЗДЕСЬ». Дом художника, ГМИО. Омск.
- 1998 — Выставка посвященная художнику Николаю Брюханову «Судьбы деятелей науки и культуры в провинции: от оттепели к застою» в рамках конференции "Культура и интеллигенция России: социальная динамика, образы, мир научных сообществ (XVIII—XX вв) ГМИО. Омск.
- 1999/2001 — Выставка «Искусство XX века». ООМИИ им. М. А. Врубеля. Омск.
- 1984 — Выставка «К. Белов и художники его времени» Дом художника. Омск.
- 2001 — Выставка «Место и Время», посвященная 10-летию ГМИО. Омск.
- 2002 — Выставка «Омский Союз художников в контрастах эпохи». К 70-летию образования Омской организации СХ России. ООМИИ им. М. А. Врубеля. Омск.
- 2006 — Выставка «Художник в поисках идеала. Омск, 1960-е годы — начало XXI века». ГМИО. Омск.
- 2007 — Выставка «Пир королей». ООМИИ им. М. А. Врубеля. Омск.